# Vladimir Novițchi
 Vladimir Novițchi (n. 8 septembrie 1917, Cetatea Albă, Republica Rusă – d. 17 decembrie 2003, Neustadt am Rübenberge, Saxonia Inferioară, Germania) a fost un inginer proiectant și constructor de planoare și de avioane, cât și aviator român.

## Biografie
Originar din Basarabia (tatăl său Alexandru, agronom, murise pe front înainte de a se naște Vladimir), se stabilește împreună cu mama sa Flora, după retrocedarea Basarabiei în 1919, la Timișoara, mama sa recǎsǎtorindu-se cu inginerul Costantin Baron, asistent la Școala Politehnicǎ din Timișoara. Urmează cursurile școlare și liceale la Timișoara, obținând diploma de bacalaureat în 1936, după care este în același an admis la Școala Politehnică din Timișoara. În timpul studenției, la Politehnică s-a construit un planor de tip ușor numit „Hol's der Teufel”, sub conducerea inginerului Erast Berențan. Fiind trimis în Polonia la o școală de navigație cu vele, vede o școală de planorism unde reușește să zboare în cadrul clubului lor. Satisfacția de a zbura i-a fost atât de mare încât revenit în țară, în 1939-1940 urmeazǎ cursurile școlii de pilotaj ARPA București iar în vara anului 1941 obține carnetul de instructor de zbor. 
În 1942 este instructor de zbor și șef de atelier, la școala de aviație ARPA-Câmpina. Calitățile sale deosebite de instructor de zbor cât și cunoștințele practice despre structura aparatelor de zbor și talentul de bun organizator, l-au făcut să se remarce și să fie detașat în anul 1944 la școala de pilotaj din Craiova, urmând apoi la cea din Caracal, apoi la Centrul de planorism din Sânpetru lângă Brașov.
În acești ani, lucrând sub conducerea inginerului refugiat din Polonia, Kasprzyk la IAR a reușit să acumuleze o bogată experiență în domeniul construcției de planoare, continuând în anii 1945-1946 să fie instructor de zbor la Sânpetru. Din păcate în 1947, din motive politice a fost scos din aviație, fiind nevoit să-și câștige existența într-o sală de proiecție dintr-un cinematograf, ca operator.

## Activitatea de concepție aeronautică
În ultimii an ai anilor 1940, după terminarea războiului, aparatele de zbor ale școlilor de pilotaj ajunseseră într-o stare precară, aproape de nefolosit. Conducerea aviației sportive, amintindu-și de el și de succesele cândva pe drept obținute, în martie 1950 îi cere să organizeze la Reghin, să pună pentru prima oară în România, bazele fabricării în serie mare a planoarelor de școală, antrenament și de performanță, foarte necesare în școlile de pilotaj.
La Reghin, Novițchi a conceput și organizat structura colectivului de lucru al secției de planoare, care făcea parte din complexul format din secțiile de ambarcațiuni sportive, instrumente muzicale și mobilă, inițial numită IFIL - (Intreprinderea forestierǎ de industrializare a lemnului - Reghin), ulterior în anul 1958 redenumită CIL-Rghin (Combinatul de industrializare a lemnului), aceasta fiind singura întreprindere din țară care debita lemnul de rezonanță necesar construcției de planoare și de instrumente muzicale. Colectivul de lucru era format din tineri localnici, persoane cu diferite calificări, alături de nucleul de „profesioniști” în ale aviației, pe care trebuia să îi învețe. Cursurile pe care le ținea, le-a editat în cartea Construcții de planoare publicată în 1953.
Primul planor produs în întregime la IFIL-Reghin a fost RG-1, după modelul Grunau Baby, pe care Novițchi l-a încercat personal în zbor la data de 11 septembrie 1950. Din acest model au fost produse 158 exemplare. Au urmat planoarele RG-2 (Partizan) biloc (17 bucăți), RG-3 (Stahanov) (biloc, 51 bucăți), RG-4 Pionier (62 bucăți) și RG-5 Pescăruș (30 bucăți). Aceste planoare, pilotate de maeștri ai manșei, au obținut recorduri de înălțime, de distanță și regularitate.
A urmat trecerea la construcția de avioane ușoare de școală și antrenament RG-6 (biloc),de antrenament și turism RG-7 Șoim și avionul de antrenament și acrobație RG-7 Șoim III, ultimele deosebindu-se prin motoarizare diferită, care concurau cu avioanele construite la IAR-Brașov. A proiectat și realizat împreună cu inginerul Gheorghe Rado primul elicopter românesc, numit RG-8 H1 Țânțar, dar care din lipsa unui motor românesc adecvat, nu a fost omologat, rămânând în fază de prototip. 
Ultima aeronavă construită la Reghin de Novițchi, a fost planorul biloc de performanță RG-9 Albatros, deoarece activitatea de construcții aeronautice la CIL-Reghin s-a întrerupt brusc. Vladimir Novițchi a revenit după un timp la Brașov, lucrând la ICA-Ghimbav, alături de inginerul Iosif Șilimon.
În anul 1992, Vladimir Novițchi a parasit România, stabilindu-se în Germania, unde s-a stins din viață la data de 17 decembrie 2003.

## Realizări
Planoare
- 1950 IFIL-Reghin RG-1 – monoplas (derivat din Grunau Baby IIb) [158 de buc. între anii 1950-1956]
- 1950 IFIL-Reghin RG-2 (Partizan) – biloc – (derivat din Kranich II) [17 exemplare]
- 1953 IFIL-Reghin RG-3 (Stahanov) – biloc – [51 exemplare în perioada 1953-1965]
- 1954 IFIL-Reghin RG-4 Pionier – biloc – [62 de exemplare]
- 1956 IFIL-Reghin RG-5 Pescăruș – monoloc – [30 de exemplare între 1957 și 1965]
- 1958 CIL Reghin RG-9 Albatros – biloc – planor de antrenament și de performanță

Avioane
- 1957 IFIL-Reghin RG-6 – avion de școală și antrenament
- 1958 CIL-Reghin RG-7 Șoim – avion de antrenament și turism
- 1959 CIL Reghin RG-7 Șoim III – avion de antrenament și acrobație (derivat din RG-7 Șoim)

Elicoptere
- 1960 RG-8 H1 Țânțar – elicopter experimental (rămas în faza de prototip), împreună cu inginerul Gheorghe Rado

## Distincții
- În anul 1956, pentru activitatea sa, inginerul Vladimir Novițchi a fost distins cu Premiul de stat.[2]

## Lucrări publicate
- Novițchi, Vladimir, Constructii de planoare, București, 1953: Editura Tehnică, p. 210

## Vezi și
- Listă de planoare românești

## Legături externe
- Orizont Aviatic